# Tehuantepechare
Tehuantepechare (Lepus flavigularis) är en däggdjursart som beskrevs av Wagner 1844. Tehuantepecharen ingår i släktet harar och familjen harar och kaniner. Inga underarter finns listade i Catalogue of Life.

## Utseende
Tehuantepecharen blir i genomsnitt 59,5 cm lång. Arten väger cirka 3,5 kg, har ungefär 77 mm långa bakfötter och cirka 112 mm långa öron. Tandformeln är I 2/1 C 0/0 P 3/2 M 3/3, alltså 28 tänder. På främre delen av ryggen förekommer ljusbrun päls med flera mörka streck som orsakas av mörkbruna hår. Stjärten och extremiteterna är täckta av ljusgrå päls. Tehuantepecharen har en vit undersida med en ljusbrun skugga på bröstet. Typiska är mörka linjer på varje sida av huvudet från axlarna till öronen. Öronen har en vit spets.

## Utbredning
Arten förekommer endemisk i delstaten Oaxaca i Mexiko. Ursprunglig fanns den även i delstaten Chiapas. Haren lever i låglandet och i kulliga områden upp till 500 meter över havet. Habitatet utgörs av gräsmarker med några glest fördelade träd eller buskar och av sanddyner vid havet.

## Ekologi
Individerna är aktiva mellan skymningen och gryningen. Hanarnas och honornas revir överlappar varandra. Därför antas att de inte är aggressiva mot varandra och att en hona kan para sig med olika hanar. Tehuantepecharen delar sitt territorium dessutom med den östliga bomullssvanskaninen (Sylvilagus floridanus). Honan kan ha flera kullar mellan februari och december. Hon föder upp till fyra ungar per kull (oftast två) som blir efter 6 månader könsmogna.
Individerna gömmer sig bland taggiga buskar när de vilar.
Ungar och ibland även de vuxna exemplaren har flera naturliga fiender som prärievarg, rävar, ormen Masticophis mentovarius och ormen Trimorphodon biscutatus. Under en studie som varade i 29 månader dog 97 procent av ungarna på grund av dessa fiender (inklusive hundar) samt 67 procent av de vuxna individerna.

## Bevarandestatus
Beståndet hotas av intensivt bruk av gräsmarkerna, av introducerade främmande grässorter, av bränder som ibland är anlagda samt av gräsmarkernas omvandling till jordbruksmark eller till samhällen. De kvarvarande populationerna är skilda från varandra vad som minskar den genetiska mångfalden. Flera exemplar dödas av jägare som fick licensen för att jaga hjortdjur men som skjuter även Tehuantepecharen. Många individer faller offer för inhemska rovlevande djur och för frigående hundar. Uppskattningsvis minskade hela populationen med 80 procent mellan 2006 och 2016 (tre generationer). IUCN kategoriserar arten globalt som starkt hotad.